# Pasiphila aristias
Pasiphila aristias är en fjärilsart som först beskrevs av Edward Meyrick 1897b.  Pasiphila aristias ingår i släktet Pasiphila och familjen mätare. Inga underarter finns listade i Catalogue of Life.